# ديفيد جونز (لاعب كريكت)
ديفيد جونز (9 مارس 1920 في المملكة المتحدة - 18 أبريل 1990 في المملكة المتحدة)  (بالإنجليزية: David Jones)‏ هو لاعب كريكت بريطاني وبريطاني (وحمل سابقاً جنسية المملكة المتحدة لبريطانيا العظمى وأيرلندا). لعب مع نادي مقاطعة غلاموركن للكريكت ‏.